# Liste der Schlösser und Palais in Danzig
Die Liste der Stadtschlösser und Palais in Danzig umfasst bestehende Stadtschlösser und Stadtpalais in der polnischen Stadt Danzig. Eine Liste mit Burgen und Schlössern in der Woiwodschaft Pommern befindet sich hier:
- Liste der Burgen und Schlösser in der Woiwodschaft Pommern

## Stadtschlösser und Palais
| Name                      | Ort          | Baustil        | Baujahr   | Zustand       | Bild |
| ------------------------- | ------------ | -------------- | --------- | ------------- | ---- |
| Artushof                  | Danzig       | Manierismus    | 1380      | Rekonstruiert |      |
| Englisches Haus           | Danzig       | Manierismus    | 1568      | Rekonstruiert |      |
| Ferberhaus                | Danzig       | Manierismus    | 1560      | Rekonstruiert |      |
| Georgshof                 | Danzig       | Renaissance    | 1487      | Rekonstruiert |      |
| Palais Kirsch             | Danzig       | Eklektizismus  | 1856      | Erhalten      |      |
| Lachshaus                 | Danzig       | Rokoko         | 1760      | Rekonstruiert |      |
| Palais Ludolfino          | Danzig       | Eklektizismus  | nach 1800 | Erhalten      |      |
| Äbtepalast zu Oliva       | Danzig-Oliva | Rokoko         | 1754      | Rekonstruiert |      |
| Schildkrötenhaus          | Danzig       | Barock         | 1650      | Rekonstruiert |      |
| Schloss V                 | Danzig       | Klassizismus   | 1750      | Rekonstruiert |      |
| Universitätspalais Danzig | Danzig       | Neorenaissance | 1900      | Rekonstruiert |      |